# Az Igazság Ligája: Istenek és szörnyek
A Az Igazság Ligája: Istenek és szörnyek (eredeti cím: Justice League: Gods and Monsters) 2015-ben bemutatott amerikai 2D-s számítógépes animációs szuperhősfilm, amelyet Sam Liu rendezett. A film a DC Comics egy alternatív univerzumában játszódik.
Amerikában 2015. július 21-én lett elérhető digitális formában az interneten, DVD-n és Blu-ray-n pedig 2015. július 28-án adták ki. Magyarországon 2015. július 22-én jelent meg DVD-n a ProVideo forgalmazásában.

## Szereplők
| Szerep                   | Eredeti hang         | Magyar hang                                      |
| ------------------------ | -------------------- | ------------------------------------------------ |
| Superman / Hernan Guerra | Benjamin Bratt       | Sarádi Zsolt                                     |
| Batman / Kirk Langstrom  | Michael C. Hall      | Welker Gábor (felnőtt) Kovács Lehel (tinédzser)  |
| Wonder Woman / Bekka     | Tamara Taylor        | Bata Éva                                         |
| Lois Lane                | Paget Brewster       |                                                  |
| Will Magnus              | C. Thomas Howell     | Géczi Zoltán (felnőtt) Hamvas Dániel (tinédzser) |
| Lex Luthor               | Jason Isaacs         | Tarján Péter                                     |
| Ray Palmer               | Dee Bradley Baker    |                                                  |
| Ryan Choi                | Eric Bauza           |                                                  |
| Pete Ross                | Larry Cedar          |                                                  |
| Ősatya / Izaya           | Richard Chamberlain  | Barbinek Péter                                   |
| Emil Hamilton            | Trevor Devall        |                                                  |
| Pat Dugan                | Dan Gilvezan         |                                                  |
| Tina / Platina           | Grey Griffin         |                                                  |
| Dr. Sivana               | Daniel Hagen         | Csuha Lajos                                      |
| Amanda Waller elnök      | Penny Johnson Jerald | Márton Eszter                                    |
| Orion                    | Josh Keaton          | Pál András                                       |
| Jor-El                   | Yuri Lowenthal       | Pál András                                       |
| Michael Holt             | Arif S. Kinchen      |                                                  |
| Silas Stone              | Carl Lumbly          |                                                  |
| Victor Fries             | Jim Meskimen         | Hegedüs Miklós                                   |
| John Henry Irons         | Khary Payton         | Hegedüs Miklós                                   |
| Victor Stone             | Taylor Parks         |                                                  |
| Steve Trevor             | Tahmoh Penikett      | Debreczeny Csaba                                 |
| Jean Palmer              | Andrea Romano        |                                                  |
| Rendőr                   | André Sogliuzzo      |                                                  |
| Zod tábornok             | Bruce Thomas         | Kardos Róbert                                    |
| Lara Lor-Van             | Lauren Tom           |                                                  |
| Makacs fickó             | Marcelo Tubert       |                                                  |
| Karen Beecher            | Kari Wahlgren        |                                                  |

### Magyar változat[1]
- Magyar szöveg: Csizmás Kata
- Hangmérnök: Jacsó Bence
- Vágó: José Lattes
- Gyártásvezető: Kéner Ágnes
- Szinkronrendező: Majoros Eszter
- Felolvasó: Bognár Tamás
- További magyar hangok: Bartsch Kata, Csuha Lajos, Hegedüs Miklós

A szinkront az ProVideo megbízásából a Mafilm Audio Kft. készítette.